# 霍姆普萊斯 (印地安納州)
霍姆普萊斯（英語：Home Place）是位於美國印地安納州漢密爾頓縣的一個非建制地區。該地的面積和人口皆未知。